# Cladiella lineata
Cladiella lineata is een zachte koraalsoort uit de familie Alcyoniidae. De koraalsoort komt uit het geslacht Cladiella. Cladiella lineata werd in 1944 voor het eerst wetenschappelijk beschreven door Tixier-Durivault. 